# Єдунов Яків Опанасович
Єдунов Яків Опанасович (1896—1985) — діяч радянських спецслужб, генерал-лейтенант.

## Ранні роки
Народився в с. Суромна, Владимирська губернія в сім'ї маляра-покрівельника (батько помер в 1911).
Освіта: сільська школа, Суромна 1908; 1 курс диплом факультету інституту зовнішніх зносин, Київ 1924; недільний комвуз при Інституті червоної професури, Москва 1928.
Працював маляром-покрівельником у Москві. У царській армії був рядовим сапером 5 запасного саперного батальйону, МВО 08.15-06.16.
З червня 1916 до січня 1918 — рядовий-сапер 33-ї окремої інженерної роти 33 піхотної дивізії, Західний фронт.
З січня до червня 1918 — наглядач виправно-трудового будинку, Владимир.
У РСЧА: рядовий, старшина роти особливого залізничного бойового полку, Південний фронт, червень 1918-го — серпень 1919-го.

## В органах ВЧК-ОГПУ-НКВД
- Агент УТЧК станції Коростень і пристані Гомель, Півд-Зах. залізниці 08.19—05.20.
- Секретар головної трансп. ЧК, Польський фронт 05.20—08.20.
- Начальник секретної частини відділення РТЧК, станц. Коростень 08.20—05.22. Член РКП(б) з 1922 року.
- Виконував особливі доручення ДТО ГПУ Південно-Західної залізниці, Київ 05.22—04.24.
- В 1925 р. закінчив 1-ші командирські курси 1-ї Московської школи ОГПУ.
- Начальник ОДТО ОГПУ, станція Омськ 01.02.25—15.07.25.
- Уповн., ст. уповн. 6 відділення ЭКУ ОГПУ СРСР 01.10.25—10.29.
- На курсах директорів великих зерносовхозів, Москва 10.29—02.31.
- Начальник відділення ПП ОГПУ Моск. обл. 02.31—04.33.
- Начальник АЧ Тульск. оперсектора ГПУ 04.33—04.34.
- Начальник відділення ГПУ-НКВД Підмосковного басейну Богородицьк 04.34—09.34.
- Начальник Подольського міськвідділку НКВД 09.34—09.10.37.

У 1938—1939 р. — начальник Управління робітничо-селянської міліції УНКВД по Московській області. З цієї посади звільнений з НКВД. Працював заступником начальника проектної контори «Ростекстильпроект». З початком війни повернувся в НКВД, служив в особливих відділах.

## В органах НКВД-СМЕРШ-МГБ-МВД-КГБ
З серпня 1941 р. заступник начальника Особливого відділу НКВД 50-ї армії. З листопада 1941 р. начальник Особливого відділу НКВД 9-ї, потім 48-ї армій. З березня 1943 р. начальник Особливого відділу НКВД ПриВО. З квітня 1943 р. начальник Управління контррозвідки НКО «Смерш» Північно-західного фронту. З квітня 1944 р. начальник Управління контррозвідки НКО «Смерш» 2-го Білоруського фронту. З серпня 1945 р. начальник Управління контррозвідки НКО «Смерш» Північної групи військ. З липня 1946 р. начальник 1-го Управління 3-го Головного управління МДБ РСР. З квітня 1947 р. начальник відділу 2-Н 2-го Головного управління МДБ СРСР. З січня 1951 р. начальник 3-го Головного управління МДБ СРСР. З червня 1952 р. начальник Управління контррозвідки МДБ Білоруського ВО. 3 жовтня 1956 р. звільнений у відставку через хворобу.

## Звання
- Ст. лейтенант ГБ 07.04.36
- Капітан міліції 1937
- Капітан ГБ 23.08.41
- Майор ГБ 09.04.42
- Полковник ГБ 14.02.43
- Генерал-майор 26.05.43
- Генерал-лейтенант 25.09.44

## Нагороди
- Два ордени Леніна 29.05.45, 06.05.46
- П'ять орденів Червоного Прапора 14.02.43, 18.02.44, 03.11.44, 10.04.45, 01.06.51
- Два ордени Вітч. війни 1 ст. 13.06.44, 29.10.48
- Два ордени Червоної Зірки 24.08.49, 28.10.67
- Вісім медалей
- Орден ПНР «Хрест Грюнвальда» 3 класи
- Орден ПНР «Хрест Хоробрих»; медалі ПНР
- Знак «Заслужений працівник НКВД» 02.02.42
- Знак «50 років перебування в КПРС» 13.05.82.